# 王金财
王金财（1954年11月—），浙江杭州人，汉族，中华人民共和国政治人物、第十二届全国人民代表大会浙江地区代表。
毕业于中央党校政治学专业，1974年10月加入中国共产党。2013年，被选为全国人大代表。2007年，担任中共杭州市委副书记、市委党校校长。2012年，担任中共杭州市委副书记、市委政法委书记。后任中共杭州市委副书记、市委政法委书记。2014年2月
王金财当选杭州市人大常委会主任